# Hölmö nuori sydän
Pour plus de détails, voir Fiche technique et Distribution.
Hölmö nuori sydän (littéralement « jeune cœur stupide ») est un film finlandais réalisé par Selma Vilhunen, sorti en 2018.

## Synopsis
Kiira, une adolescente, découvre qu'elle est enceinte. Parallèlement, son petit ami, Lenni, rejoint un groupe de Néo-nazis. 

## Fiche technique
- Titre : Hölmö nuori sydän
- Réalisation : Selma Vilhunen
- Scénario : Kirsikka Saari
- Photographie : Lisabi Fridell
- Montage : Yva Fabricius et Michal Leszczylowski
- Production : Venla Hellstedt et Elli Toivoniemi
- Société de production : Tuffi Films, Windmill Film, Hob et Windmill Film
- Pays :  Finlande,  Pays-Bas et  Suède
- Genre : Drame
- Durée : 102 minutes
- Dates de sortie : 
  -  Finlande : 12 octobre 2018

## Distribution
- Jere Ristseppä : Lenni
- Rosa Honkonen : Kiira
- Ville Haapasalo : Janne
- Abshir Sheik Nur : Abdi
- Katja Küttner : Satu
- Pihla Viitala : Ansku
- Elsa Marjanen : Neea
- Joona Helenius : Mylde
- Wäinö Vänskä : Lari
- Aamu Milonoff : Pinja

## Distinctions
Lors de la Berlinale 2019, le film a reçu l'Ours de cristal dans la section Generation 14plus. Il a également été nommé pour six Jussis et a reçu celui du meilleur scénario.